# Pantalla LED en viu
La pantalla LED en viu per a producció virtual (VP) és una tècnica d'última generació que consisteix en l'ús de la sortida d'imatges de motors en temps real (game-engines) a una paret LED en viu, que es combina i se sincronitza amb el moviment de càmera, aconseguint-se així les imatges finals d'una composició completament des de la càmera de rodatge. La pantalla LED projecta imatges en viu darrere de l'actor i la il·luminació es regula d'acord amb aquestes, donant-se una aparença de versemblança excel·lent.

## Orígens[1]

### Retroprojecció
El concepte de projectar imatges en viu darrere dels actors per capturar els efectes visuals en càmera no és una cosa nova. Els efectes de retroprojecció mitjançant projectors de pel·lícules daten en la dècada de 1930 i es feien servir regularment per a preses de conducció de vehicles. L'inconvenient era que la perspectiva fixa del metratge projectat i la de la càmera d'acció en viu produïa una discontinuïtat visual (Paral·laxi: canvi de moviment de diferents termes). La introvisió va ser una actualització notable de la retroprojecció que va permetre més moviment de la càmera i una major interacció entre el primer pla i el fons, tot i que encara no resolia el problema de la paral·laxi perquè el metratge que es projectava encara estava bloquejat en un angle específic. Algunes pel·lícules notables al llarg dels anys que van utilitzar projector de pel·lícules de projecció davantera o posterior inclouen El màgic d'Oz, North by Northwest, 2001: A Space Odyssey, The Fugitive i Terminator 2.

### Projecció de metratge prerenderitzat
Un precursor de la projecció LED en viu a través de motors en temps real és la projecció de metratge prerenderitzat. Aquesta tècnica aconsegueix un alt nivell de qualitat d'imatge i immersió, amb l'única excepció que la perspectiva continua sent fixa i no canvia en relació amb el moviment de la càmera. Per tant, segueix limitant termes de disseny de tret i bloqueig, i generalment s'adapta millor a objectes que són a certa distància de l'acció en primer pla per ajudar a minimitzar la manca de paral·laxi. Alguns projectes recents que han aprofitat la projecció pre-renderitzada per als efectes en la cambra inclouen Oblivion, Murder on the Orient Express, Sol: A Star Wars story i First Man.

## Característiques[1]

### Instal·lació
El muntatge d'una pantalla LED per a producció virtual pot incloure l'encaix de panells LED de 27" en una plataforma de suport, connectar-los entre si i després de nou a un escalador de vídeo. De vegades, una sola paret LED plana no és suficient per a cobrir l'acció que es desitja gravar, de manera que es pot crear una amalgama de múltiples panells LED a diferents angles i curvatures. En la seva majoria l'estructura té forma de semicercle, i davant seu es col·loca l'objecte de gravació i les càmeres de rodatge.

### Set de gravació i equip
A diferència del Chroma key (pantalla verda), no hi ha incertesa per a l'equip de producció. Tots poden veure exactament el que hi ha a la presa a mesura que es desenvolupa en temps real, a més de no haver de bregar amb l'esgotament visual que suposa el color verd. El moviment físic del set d'enregistrament, actors, equip, etc, queda substituït per la rotació de l'escenari de fons de la pantalla, optimitzant el temps de forma extraordinària: una cosa que podria prendre hores es porta a terme en uns instants.

### Il·luminació
Hi ha una major precisió en el realisme de la il·luminació en un termini de temps molt més reduït. Connectant al motor en temps real controls d'il·luminació en xarxa / DMX (sistema d'il·luminació que permet controlar el color i la intensitat connectant els llums a un controlador), la llum de la pel·lícula pot combinar-se amb els efectes en pantalla, sincronitzats de forma automàtica i d'infinita repetició.
De nou en comparació amb Chroma key, tots els reflexos de la pantalla LED són naturals i la il·luminació realça el realisme de les imatges. No s'ha de lluitar per evitar la contaminació del color de la pantalla verda que es vessa sobre el subjecte o els reflexos no desitjats que produeix.

### Càmera: moviment i enquadrament
Les imatges en viu de la pantalla LED canvien de perspectiva, el qual permet crear un paral·laxi perfectament sincronitzat amb la càmera. Com a resultat, les imatges són tan creïbles que és difícil saber on acaba l'acció en viu i on pren el control la pantalla. En conseqüència, l'operador de càmera té total llibertat en l'enquadrament de l'objecte de gravació, pot alternar angles, conjunts i la localització, perquè la perspectiva de la relació fons-figura s'adaptarà sempre al moviment que faci.

### Edició o muntatge
Per al treball de l'editor, la pantalla LED en viu és de gran ajuda: en lloc de rebre imatges amb actors davant d'una pantalla verda, s'hauran completat les preses abans de la fase d'edició i postproducció. I pel fet que les parets LED eliminen el cost per fotograma dels efectes visuals postproduïts, podrà treballar amb preses intensives en efectes visuals així com ho faria amb metratge sense efectes.

### Actors
Els actors poden reaccionar a les imatges en viu del resultat final esperat, en lloc de d'interactuar amb marques de representació d'una imatge preconcebuda. Sabran el que estan mirant i podran modular la seva actuació per igualar l'acció en lloc de patir la fatiga de la pantalla verda i desorientació.

## Possibles inconvenients[1]

### Efecte moiré[3]
La led LED ha de garantir una mida de píxel suficient per evitar un possible efecte Moiré. Aquests poden tornar-se més pronunciats com més s'acosta la càmera a la pantalla i com més nítid és l'enfocament a la pantalla, creant línies que trenquen la nitidesa. L'efecte Moiré és fàcil de detectar en el monitor durant les proves de la càmera, per la qual cosa és fàcil veure si hi ha problemes amb la nitidesa dels panells LED elegits.

### Hotspot
La contaminació lumínica de les llums de la pel·lícula a la pantalla LED presenta un altre possible desafiament. Com la paret LED és una font d'emissió de llum, una clau de llum forta o flaix que colpegi la pantalla pot crear un hotspot. S'ha de mantenir una distància còmoda entre l'equip d'il·luminació i pantalla LED per mitigar aquest problema.